# Вік Товіл
Віктор «Вік» Ентоні Товіл (англ. Victor «Vic» Anthony Toweel; 28 січня 1928 — 15 серпня 2008) — південноафриканський боксер. Чемпіон світу серед професіоналів у легшій вазі (1950—1952).

## Життєпис
Походив з багатодітної родини. Четверо з його братів: Віллі, Джиммі, Фрейзер і Аллан також були професійними боксерами, а Віллі — ще й бронзовим олімпійським медалістом. Першим тренером братів став їхній батько, який створив невеличку боксерську залу в залізному сараї позаду будинку власної садиби.
На любительському ринзі провів 190 боїв, у 188 з яких здобув перемогу, в тому числі у 160 — нокаутом.
На літніх Олімпійських іграх 1948 року у Лондоні (Велика Британія) брав участь у змаганнях боксерів легшої ваги. У першому ж турі поступився аргентинцю Арнольдо Паресу.
У професійному боксі дебютував 26 лютого 1949 року. Після трьох поспіль перемог нокаутом у четвертому поєдинку виборов свій перший титул — чемпіона Південної Африки у легшій вазі. У тому ж році перейшов у напівлегку вагу, виборов звання чемпіона Південної Африки, захистив його і повернувся знов у легшу вагу.
12 листопада 1949 року переміг за очками Стена Ровена, виборовши титул чемпіона Британської Співдружності у легшій вазі. У квітні 1950 року захистив свій титул.
31 травня 1950 року у поєдинку за звання чемпіона світу у легшій вазі зустрівся з ветераном і багаторічним чемпіоном Мануелем Ортізом (США). Одноголосним рішенням суддів новим чемпіоном світу у легшій вазі став Вік Товіл.
2 грудня того ж таки 1950 року Вік Товіл провів захист титулу у двобої проти Денні О'Саллівана з Великої Британії. Цей поєдинок увійшов до «Книги рекордів Гіннеса» за найбільшу кількість нокдаунів у бою за титул чемпіона світу: до зупинки бою в 10-му раунді О'Салліван чотирнадцять разів побував у нокдауні.
Після низки успішних поєдинків, 15 листопада 1952 року втратив свій чемпіонський титул, будучи нокаутованим австралійцем Джиммі Карратерсом у першому раунді. 21 березня 1953 року програв також і бій-реванш нокаутом у десятому раунді.
Після завершення боксерської кар'єри переїхав до Австралії, де й помер.